# Košarkaški klub Dunav Stari Banovci
Il Košarkaški klub Dunav Stari Banovci è una società cestistica avente sede nella città di Stara Pazova, in Serbia. Fondata nel 1976, disputa il campionato serbo.